# Ozarba timida
Ozarba timida är en fjärilsart som beskrevs av Emilio Berio 1940. Ozarba timida ingår i släktet Ozarba och familjen nattflyn. Inga underarter finns listade i Catalogue of Life.